# Хотеново (Смолевичский район)
Хотеново (бел. Хаце́нава) — деревня в Смолевичском районе Минской области Республики Беларусь. В составе Усяжского сельсовета.

## География
Ближайшие населённые пункты Мгле, Сарнацкое и др.
Недалеко пролегает автомобильная дорога Н-9548.

### Гидрография
Рядом протекает река Усяжа.

## История
В 1908 году Хотыново в Юрьевской волости Борисовского уезда Минской губернии.
До 30 октября 2009 года деревня входила в состав Юрьевского сельсовета.

## Население

### Численность
- 2019 год — 51 житель.

### Динамика
- 1908 год — 54 дворов, 313 жителей[2].
- 2009 год — 63 жителей (перепись населения)[2].
- 2019 год — 51 житель (перепись населения).

## Улицы
- Озёрная улица;
- Озёрный переулок;
- Садовая улица.

## Достопримечательность
- Братская могила жертв фашизма. Обелиск.